# Ligne 2 du métro de Mexico
Pour les articles homonymes, voir Ligne 2.
La ligne 2 est une des douze lignes du métro de Mexico, au Mexique.
Elle comporte 24 stations réparties sur 23,4 km.

## Histoire
Les travaux de construction de la ligne débutent en juin 1968  ; ils s’achèvent seulement deux ans plus tard et la ligne est partiellement mise en service le 1er août 1970, entre les stations Tasqueña et Pino Suárez. La ligne 2 est entièrement ouverte au trafic voyageurs le 14 septembre, jusqu’à son terminus de Tacuba. La ligne est prolongée dans les années 1980 : le 22 août 1984 les stations de Panteones et de Cuatro Caminos — le nouveau terminus de la ligne — sont ouvertes aux voyageurs.
Le 20 octobre 1975 survient un accident à la station Viaducto : deux rames de métro entrent en collision autour de 9 h 40 causant 31 morts et 71 blessés.
En août 2006 entre en service la première rame de série de type NM-02.

## Liste des stations

plan de la ligne 2

- Cuatro Caminos
- Panteones
- Tacuba
- Cuitláhuac
- Popotla
- Colegio Militar
- Normal
- San Cosme
- Revolución
- Hidalgo
- Bellas Artes
- Allende
- Zócalo/Tenochtitlan
- Pino Suárez
- San Antonio Abad
- Chabacano
- Viaducto
- Xola
- Villa de Cortés
- Nativitas
- Portales
- Ermita
- General Anaya
- Tasqueña

### Raccordements
- Avec la ligne 7, entre les stations Tacuba et Panteones, en direction de Tasqueña
- Avec la ligne 3, entre les stations Bellas Artes et Hidalgo, en direction de Cuatro Caminos
- Avec la ligne 1, entre les stations San Antonio Abad et Pino Suárez, en direction de Cuatro Caminos

### Matériel roulant
Comme dans la ligne 1, le STC a attribué 26 formations MP-68, mais en 1975, un accident est survenu à la station de Viaducto, qui a temporairement annulé les formations impliquées dans l’incident, mais elles ont été reconstruites, d’où les premiers trains à installer le système de pilotage automatique à 135 kHz[Quoi ?].
Les formations NM-73 séries A et B sont également introduites après l'accident de la station de Viaducto, pour 1981, cinq trains NM-79 ont été introduits en provenance de la ligne 3 jusqu'en 1985, en fonction du renforcement dû au trafic intense, le modèle MP-82 a été introduit en 1985 après l’extension de Cuatro Caminos, pour cette année, les formations NM-83A fabriquées par la société mexicaine Concarril ont également été introduites, avec un total de 30 trains fabriqués qui ont fonctionné jusqu’à l’introduction du modèle NM-02, Sont également arrivées les formations canadiennes fabriquées par Bombardier dans le modèle NC-82, en raison du remplacement des MP-68 et MP-82. 
Et en 2005, il a été réaffecté à d’autres lignes, avec l’arrivée du nouveau modèle, jusqu’en 2006, pour 2002, la STC a acheté 45 nouveaux trains fabriqués conjointement par les sociétés CAF et Bombardier avec le modèle NM-02. ces formations de nouvelle génération ont un couloir d’intercommunication en caoutchouc qui, dans la maintenance, est remplacé par un hall renforcé en aluminium, des avis aux gares et des recommandations pré-enregistrées, en raison de l’afflux important de passagers.